# 塞內加爾的黎巴嫩人
塞內加爾，有一個顯著的黎巴嫩人社群，人口約30000人。

## 移民歷史
第一位黎巴嫩貿易商於19世紀60年代抵達塞內加爾。然而，早期移民速度緩慢，到1900年，在該國只有大約一百名黎巴嫩人，大部分來自泰爾附近。他們在達喀爾，聖路易 (塞内加尔)和呂菲斯克當街頭當攤販。第一次世界大戰後，他們開始進入花生買賣行業。隨著確立了法國託管黎巴嫩，黎巴嫩移民數字大幅度增加。在大蕭條期間和二戰之後，法國商人遊說政府限制黎巴嫩移民; 但是，政府普遍忽視這種遊說。

## 族群關係
在法國殖民時期，黎巴嫩人傾向於支持獨立運動。他們在塞內加爾的社會地位，既不是殖民者，也不是殖民地，使他們能夠同時與塞內加爾消費者以及法國的大商人保持良好的關係。1960年塞內加爾獨立後，大部分法國小商販離開了這個國家。然而，塞內加爾人開始在花生買賣部門與黎巴嫩人越來越激烈的競爭，不久之後，整個花生營銷部門就被國有化了。
黎巴嫩移民及其後裔傾向於維持黎巴嫩和塞內加爾的雙重國籍。大多數人會說阿拉伯語，沃洛夫語和法語，還有一些人參與了塞內加爾的政治。但是，他們是一個相當同質的社區。
在二十一世紀初期，黎巴嫩人開始由於中國商人的湧入和他們從中國帶來的廉價商品而逐漸退出當地零售市場，結果黎巴嫩人開始轉向從中國人那裡購買廉價商品，並在沒有中國移民的偏遠地區轉賣。